# رایس تیلور
رایس تیلور (به انگلیسی: Rhys Taylor) (زاده ۷ آوریل ۱۹۹۰) بازیکن فوتبال اهل ولز و تیم‌های ملی فوتبال ولز است.
تیلور سابقه عضویت در باشگاه فوتبال چلسی را دارد.